# Когут Орест Федорович
Орест Федорович Когут (нар. 7 жовтня 1954, с. Івано-Франкове, Яворівський район, Львівська область) — український журналіст, член НСЖУ (з 1986 року).

## Життєпис
Народився 7 жовтня 1954 року в с. Івано-Франковому Яворівського району Львівської області, українець. Батько Федір Михайлович (1907—1985) — столяр, мати Ганна Михайлівна (нар. 1924), дружина Надія (нар. 1954) — бухгалтер, дочка Роксолана (нар. 1979).
Закінчив факультет журналістики Львівського державного університету імені І. Франка (1982). З 1981 — завідувач сектору пропаганди передового досвіду, Міністерства лісової і деревообробної промисловості УРСР. Автор брошур «Бригадний підряд в комплексі», «лісозаготівля-лісовідновлення» (1982), «Свалявський комплекс» (1982).
З 1985 — кореспондент газети «Прапор змагання».
З 1989 — редактор відділу журналу «Заклик».
З 1991 — відповідальний секретар газети «Старожитності» (при журналі «Пам'ятки України»).
З 1992 — головний редактор газети «День у день».
1993—1997 — головний редактор газети «Самостійна Україна», директор департаменту з питань преси Всеукраїнського об'єднання промисловців.
1997—1998 — заступник головного редактора газети «Хрещатик».
З травня 1998 — відповідальний секретар газети «Київські відомості».
Пізніше — головний менеджер газети «Наша Україна», працював у Національному газетно-журнальному видавництві на різних посадах, у тому числі у квітні — травні 2011 — головний редактор газети «Культура і життя».
Член Спілки журналістів України (1986).